# Erich Spengler
Erich Spengler (* 27. Mai 1886 in Znaim; † 14. März 1962 in Wien) war ein österreichischer Geologe.

## Leben
Er wuchs in Mährisch-Trübau, Prag und Wien auf, wo sein Vater jeweils Gymnasiallehrer war. Ab 1905 studierte er Geologie, Paläontologie und Mineralogie an der Universität Wien (bei Viktor Uhlig, Franz Eduard Sueß, Franz Kossmat, Carl Diener und Friedrich Becke). 1909 wurde er mit einer paläontologischen Arbeit promoviert (Nautiliden und Belemniten aus der Kreide Südindiens). Eine Kartierung der Schafberggruppe, über die er ursprünglich promovieren wollte, erwies sich als zu umfangreich. Danach war er Assistent von Rudolf Hoernes und Vinzenz Hilber an der Universität Graz, an der er sich 1914 habilitierte. 1915 bis 1928 war er in der Geologischen Reichsanstalt, in der er Chefgeologe wurde. Außerdem war er ab 1924 außerordentlicher Universitätsprofessor in Wien. 1928 wurde er ordentlicher Professor für Geologie an der Deutschen Universität Prag, was er bis zur Vertreibung 1945 blieb.
Er befasste sich besonders mit der Geologie der Nördlichen Kalkalpen. Er kartierte dort und befasste sich mit der Tektonik, wobei er schon früh die Lehre der Überschiebungsdecken aufgriff. Er bemühte sich durch Rückabwicklung das Ausmaß des ursprünglichen Sedimentationsraums der nordalpinen Decken zu rekonstruieren.
1956 wurde er korrespondierendes Mitglied der Österreichischen Akademie der Wissenschaften, 1952 Ehrenmitglied der Geologischen Gesellschaft in Wien und er war korrespondierendes Mitglied der Geologischen Bundesanstalt. Er war Mitglied der Leopoldina.

## Schriften
- Die Schafberggruppe, Mitt. d. Geol. Ges. in Wien 4, 1911, 181–275
- mit Julius Pia: Geologischer Führer durch die Salzburger Alpen und das Salzkammergut, Borntraeger 1924
- Versuch einer Rekonstruktion des Ablagerungsraumes der Decken der Nördlichen Kalkalpen,  Teil 1–3, Jahrbuch Geolog. Bundesanstalt, Band 96, 1953, S. 1–64, Band 99, 1956, S. 1–74, Band 102, 1959, 193–312
- Die Nördlichen Kalkalpen, die Flyschzone  und die Helvetische Zone, in Schaffer: Geologie von Österreich, Deuticke 1951, 302–413
- Von ihm stammen geologische Karten 1 : 75.000 von  Eisenerz—Wildalpen (1926), Schneeberg—St. Ägyd (1931) und  1 : 25.000 des Dachsteingebietes (1954).